# (18996) Torasan
(18996) Torasan est un astéroïde de la ceinture principale.

## Description
(18996) Torasan est un astéroïde de la ceinture principale. Il fut découvert le 4 septembre 2000 à Sapporo par Kazuro Watanabe. Il présente une orbite caractérisée par un demi-grand axe de 3,20 UA, une excentricité de 0,03 et une inclinaison de 20,5° par rapport à l'écliptique.

## Compléments